# Лобово (Псковська область)
Лобово (рос. Лобово) — присілок в Опочецькому районі Псковської області Російської Федерації.
Населення становить 105 осіб. Входить до складу муніципального утворення Глубоковська волость.

## Історія
Від 2015 року входить до складу муніципального утворення Глубоковська волость.

## Населення
| 2001 | 2002 | 2010 | 2013 | 2014 | 2015 | 2016 |
| ---- | ---- | ---- | ---- | ---- | ---- | ---- |
| 148  | ↘120 | ↘95  | ↗109 | ↘107 | ↘105 | →105 |